# Hermann von Kerssenbrock
Hermann von Kerssenbrock (* 1519 in Barntrup; † 5. Juli 1585 in Osnabrück) war langjähriger Rektor des Gymnasiums Paulinum in Münster.

## Leben
Hermann von Kerssenbrock entstammte dem ostwestfälischen Adelsgeschlecht Kerssenbrock und war der nichteheliche Sohn des Gerlach von Kerssenbrock († 1559) und seiner leibeigenen Magd Geseke.
Er war zunächst Schüler an der Domschule in Münster in Westfalen, dem späteren Gymnasium Paulinum. Von 1548 bis 1550 arbeitete er als Rektor der Lateinschule in Hamm. Anschließend kehrte er an die Domschule in Münster zurück und wurde dort von 1550 bis 1575 als Rektor beschäftigt. Danach war er Schulleiter der Domschule in Paderborn und der Stadtschule in Werl. Bekannt ist er als Verfasser der Historie Anabaptistici furoris Monasterium inclitam Westphaliae metropolim evertentis historica narratio geworden. Diese Schrift über das Täuferreich von Münster schrieb er 1573 zum Teil aus eigener Anschauung und auf der Grundlage von Berichten anderer Zeitzeugen nieder. Hierin schildert er auch die Sitten und Zustände in Münster gegen Ende des 16. Jahrhunderts. Vor allem seine allzu detaillierte Beschreibung der Stadtbefestigung Münsters führte zum Zerwürfnis mit verschiedenen Autoritäten, und er musste die Stadt verlassen.
Von 1582 bis 1585 war Kerssenbrock Rektor der Domschule in Osnabrück, dem späteren Gymnasium Carolinum. Dort erfreute er sich größter Beliebtheit bei den Schülern und Lehrern, die ihm anlässlich seines Todes die Gedichtsammlung Querela scholae Osnabrugensis widmeten.

## Werke
- Catalogvs Episcoporvm Padibornensivm Eorvmqve acta quatenus haberi potuerunt. Lemgo 1578. Digitalisat.
- Carl A. Cornelius (Hrsg.): Berichte der Augenzeugen über das Münsterische Wiedertäuferreich. In: Die Geschichtsquellen des Bisthums Münster. Band 2, ZDB-ID 517684-0, Theissing, Münster 1853. Digitalisat.
- Josef B. Nordhoff: Querela scholae Osnabrugensis. In: Mittheilungen des Historischen Vereins zu Osnabrück. Band 10, Osnabrück 1875, ISSN 0179-3810, S. 271–290.
- Heinrich Detmer (Hrsg.): Kerssenbrochs Wiedertäufergeschichte. Anabaptistici furoris Monasterium inclitam Westphaliae metropolim evertentis historica narratio. In: Die Geschichtsquellen des Bisthums Münster. Band 5. Hälfte 1–2. Theissing, Münster 1899–1900.